# باشگاه فوتبال شهرداری بندر انزلی
شهرداری بندر انزلی یکی از باشگاه‌های فوتبال ایران می‌باشد. این باشگاه یکی به عنوان تیم دو انزلی سالها در رقابت‌های لیگ دسته ایران حضور داشت و در سال نود توسط شورای اسلامی شهر انزلی منحل شد ولی بعد از چند سال دوباره این باشگاه راه اندازی شد.
1. ↑  khadmin (۲۰۲۰-۱۰-۱۹). «مدیرعامل باشگاه فرهنگی ورزشی شهرداری بندرانزلی منصوب شد». پایگاه خبری خط گیلان. دریافت‌شده در ۲۰۲۳-۰۶-۱۷.